# شرياس آير
شرياس سانتوش آير (من مواليد 6 ديسمبر 1994) هو لاعب كريكيت هندي دولي يلعب لصالح فريق الكريكيت الهندي كضارب أيمن. لقد لعب في جميع الأشكال للمنتخب الهندي. سجل آير قرنًا من الزمان في أول مباراة تجريبية له ونصف قرن في الشوط الثاني ضد نيوزيلندا في نوفمبر 2021 وأصبح أول لاعب هندي يفعل ذلك. يلعب آير مع مومباي في لعبة الكريكيت المحلية ويقود فريق كولكاتا نايت رايدرز في الدوري الهندي الممتاز . لعب لفريق الكريكيت الهندي تحت 19 عامًا في كأس العالم للكريكيت تحت 19 عامًا 2014 ICC . تم اختياره في تشكيلة الهند لكأس العالم للكريكيت 2023 .
ولدت شرياس آير في 6 ديسمبر 1994 في تشيمبور، مومباي إلى سانتوش آير وروهيني. والده من التاميل براهمين وأمه من تولوفا. أسلافه من ثريسور، ولاية كيرالا. تلقى تعليمه في مدرسة دون بوسكو الثانوية، ماتونجا وفي كلية رامنيرجان أنانديلال بودار للتجارة والاقتصاد، مومباي.
في سن 18 عامًا، اكتشف المدرب برافين أمري آير في شيفاجي بارك جيمخانا. قام عمرو بتدريبه في أيامه الأولى في لعبة الكريكيت. اعتاد زملاء Iyer في مستويات الفئة العمرية على مقارنته بـ Virender Sehwag. أثناء تخرجه من كلية بودار في مومباي، ساعد آير فريق كليته في رفع بعض الجوائز.

في عام 2014، مثل آير فريق ترينت بريدج للكريكيت. خلال رحلة إلى المملكة المتحدة، لعب ثلاث مباريات وسجل 297 نقطة بمتوسط 99 نقطة مع أعلى درجة 171، وهو رقم قياسي جديد للفريق.
1. 1 2 3 4 5  ESPNcricinfo (بالإنجليزية), QID:Q2118845
2. 1 2 3 4  क्रिकबज़ (بالهندية), QID:Q21150978
3. ↑  Sportskeeda، QID:Q17082888
4. ↑  "1st Test, Kanpur, Nov 25 - 29 2021, New Zealand tour of India". ESPN Cricinfo. مؤرشف من الأصل في 2023-09-20. اطلع عليه بتاريخ 2021-11-25.
5. ↑  "IND vs NZ: Shreyas Iyer 16th Indian To Score Century On Test Debut". ndtv.com. 26 نوفمبر 2021. مؤرشف من الأصل في 2023-09-20.
6. ↑  "ICC Under-19 World Cup / India Under-19s Squad". ESPNcricinfo. مؤرشف من الأصل في 2023-09-20. اطلع عليه بتاريخ 2014-12-29.